# 数字经济
数字经济，又稱互联网经济、网络经济、新经济，是泛指通过數碼计算技术为基础，由数字产业带动的经济活动，以及非数字产业藉由数字科技的创新经济活动；中国国家统计局认为数字经济是指以数据资源作为关键生产要素、以现代信息网络作为重要载体、以信息通信技术的有效使用作为效率提升和经济结构优化的重要推动力的一系列经济活动。
現今經濟活動中的人、组织和机器已通過互联网、移动技术和物联网相互联系。不少商家也通过互联网开展市場业务。计算机网络和通信技术的普及是数字经济發展的基础。